# Entelodontidae

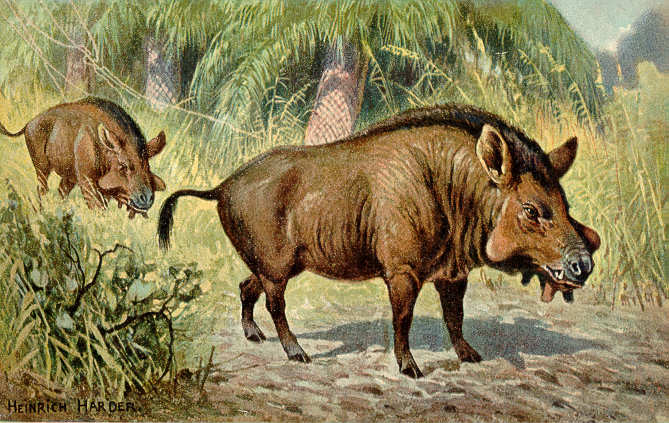
Representação artística de um entelodontidae.

Entelodontidae — às vezes chamados de porcos do inferno ou porcos matadores — são uma família extinta de onívoros tipo porcos (Artiodátilos) que habitavam as florestas e planícies da América do Norte, Europa e Ásia de meados do Eoceno até o começo do Mioceno (37,2 — 16,3 milhões de anos atrás), existindo por cerca de 21 milhões de anos.

## Classificação
- Família Entelodontidae
  - Archaeotherium
  - Brachyhyops
  - Daeodon
  - Dinohyus
  - Dyscritochoerus
  - Elotherium
  - Entelodon
  - Eocentelodon
  - Eoentelodon
  - Megachoerus
  - Neoentelodon
  - Paraentelodon